# Ruellia aurantiaca
Ruellia aurantiaca är en akantusväxtart som beskrevs av Emery Clarence Leonard. Ruellia aurantiaca ingår i släktet Ruellia och familjen akantusväxter. Inga underarter finns listade i Catalogue of Life.